# Moraballia fuliginosa
Moraballia fuliginosa är en insektsart som beskrevs av Ronald Gordon Fennah 1950. Moraballia fuliginosa ingår i släktet Moraballia och familjen vedstritar.
Artens utbredningsområde är Guyana. Inga underarter finns listade i Catalogue of Life.